# Walter Ekecrantz
Carl Olof Walter Ekecrantz, född den 21 december 1841 i Visby, död den 6 december 1894 i Stockholm, var en svensk läkare. Han var son till Carl Ekecrantz och far till Carl Ekecrantz.
Ekecrantz blev student vid Uppsala universitet 1859, medicine kandidat 1864, medicine licentiat vid Karolinska institutet i Stockholm 1867 och medicine doktor 1870. Han var amanuens och underläkare vid Serafimerlasarettet i Stockholm 1868–1869, läkare vid Stockholms stads arbetsinrättning 1870–1879, läkare vid Borgerskapets gubbhus i Stockholm 1871 och överläkare vid Maria sjukhus där från 1879. Ekecrantz blev riddare av Nordstjärneorden 1890.